# 内閣不信任決議

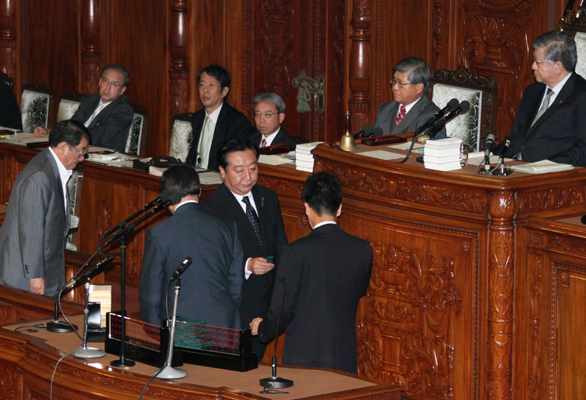
2012年9月、野田内閣不信任決議案の投票をする内閣総理大臣野田佳彦

内閣不信任決議（ないかくふしんにんけつぎ）は、議会が内閣を信任せず退陣を要求する決議である。

## 概要
内閣は議会の信任を要することは議院内閣制の核心的原則である。
したがって、内閣制度を採用する国のうちでも議院内閣制をとる国においては特に重要な意味を持ち、政治制度としては、議会が不信任決議を行った場合には内閣は当然に総辞職する制度をとるか、もしくは内閣は総辞職か議会の解散かの二者択一とする制度のいずれかがとられる。両院制を採る国においては内閣は特に下院の信任を要するものとされ、内閣不信任決議も下院のみに与えられる権限であることが多い。
内閣不信任決議が特定の内閣を信任せず退陣を求めることを内容とする決議であるのに対して、特定の内閣に対しその職において行政権を行使することを委任することを内容とする決議として内閣信任決議がある。内閣信任決議も現在の内閣を信任すべきか否かを問題とする点で内閣不信任決議と共通し、内閣不信任決議案が可決された場合と内閣信任決議案が否決された場合は、いずれも現在の内閣が議会からの信任を得ていないという点で共通する。このようなことから便宜上、内閣信任決議についてもこの項目で扱う。

## 日本国憲法下
日本国憲法第69条は「内閣は、衆議院で不信任の決議案を可決し、又は信任の決議案を否決したときは、10日以内に衆議院が解散されない限り、内閣は総辞職をしなければならない」とし、衆議院の内閣不信任決議と内閣信任決議について定めている。日本国憲法下においては内閣は第一次院たる衆議院における指導的勢力を基礎として存立する。
したがって、内閣が衆議院において議員の過半数からの信任を失っている場合にはその存立を維持することができないこととなり、日本国憲法第56条第2項の規定により衆議院で出席議員の過半数で内閣不信任決議案が可決または内閣信任決議案が否決されたときは、10日以内に衆議院が解散されない限り内閣は総辞職をしなければならないことになる（日本国憲法第69条）。
なお、憲法第69条は「衆議院で」と規定している通り、内閣不信任決議及び内閣信任決議は衆議院のみに認められる権能とされており、仮に参議院で「不信任」の名の下に内閣の問責を決議しても憲法69条のような法的効果を生ずることはなく政治的な効果を生じるにとどまると解されている。
内閣不信任決議案あるいは内閣信任決議案が衆議院に提出された場合、衆参両院の本会議・委員会における内閣提出による全ての議案の審議・審査・政府質疑が停止されることになる。

### 決議の内容

#### 内閣不信任決議

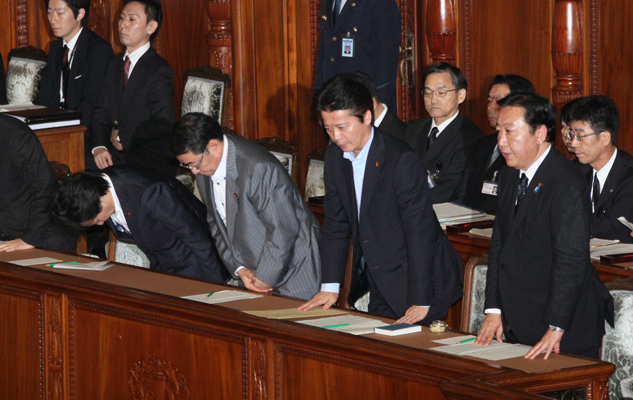
2012年9月、野田内閣不信任決議案が否決され一礼する野田内閣の閣僚

憲法第69条の「不信任」とは、現に行政を担っている特定の内閣を信任せず退陣を求める意思をいう。
先述の通り、内閣は内閣不信任決議が衆議院において可決された場合、10日以内に衆議院が解散されない限り、総辞職をしなければならないが（日本国憲法第69条）、実際は可決されたら即、衆議院解散かつ総選挙を選択する事が多い。
この憲法69条の効果を生じさせるための「不信任」については、決議の文章のうちに明文をもって示すまでの必要はないとされるが、少なくとも不信任の意思を明確にするものである必要があるとされる。
議員が内閣の不信任に関する動議もしくは決議案を発議するときは、理由を附し、50人以上の賛成者と連署して、これを議長に提出しなければならない（衆議院規則第28条の3）。したがって、内閣不信任決議案の提出には少なくとも発議者1人と賛成者50人の計51人が必要となる。
内閣不信任決議案は他議案同様に、議長の諮問を受けて議院運営委員会が議事日程を作成する。ただし内閣不信任決議案は先決問題であり他の一般の議事に優先するので、議院構成の案件があったり、一事不再議（同一会期中に一度のみ）に抵触するといった理由がなければ議運は速やかな上程を答申する（内閣不信任決議案が内閣信任決議案と競合する場合については次節を参照）。もっとも、衆議院の解散は一切の議事・動議に優先して扱われるため、解散詔書が発せられたときは、議長は議事を直ちに中止して詔書の朗読を行うことになる（衆議院解散とともに本案は廃案となる）。提出者は委員会審査を省略して本会議に付することを求め、本会議はこれを認めるのが慣例である。
内閣不信任決議案についての議事手続としては、
1. 趣旨弁明
2. 本案についての反対討論
3. 本案についての賛成討論
4. 採決
5. 票数並びに可否についての発表

の順で行われる。議員が表決に加わるためには議場にいなければならない（衆議院規則第148条参照）。
採決方法は本会議前の議院運営委員会において決せられる。一般的に採決方法は記名投票（本会議場の各議席に備え付けられた議員の氏名が予め記載されている白色と青色の二色の木札、通称“名刺”を用いるもの）であり、内閣不信任決議案に可とする議員は白色の木札（白票＝賛成票）を、否とする議員は青色の木札（青票＝反対票）を投票する（衆議院規則第153条参照）。記名投票は各議員が持参した白票又は青票を参事に手交する方法がとられている。記名投票を行う際には予め議場を閉鎖することになっている（議場閉鎖）。これは投票には一定時間がかかるが、議場への出入りを禁じなければ過半数の算定の基礎となる出席議員数を固定できなくなることから議場を閉鎖する必要があるためである（この点は過半数算定の基礎が出席議員数ではなく投票総数で議場閉鎖の必要のない内閣総理大臣指名選挙とは異なる）。記名投票では白色と青色の二色の票を用いるため無効票を生じる余地はない（この点も投票用紙に被選人の氏名を記載することを要し無効票を生じうる内閣総理大臣指名選挙とは異なる）。記名投票の場合には「内閣不信任決議案を可とする議員の氏名」と「否とする議員の氏名」がそれぞれ会議録に掲載される（衆議院規則第200条第16号参照）。
本会議前の議院運営委員会では各会派の賛成・反対・棄権の立場が明らかにされるが、野党第一党が決議案に対して同調せず棄権を表明している場合など、あまりにも大差であることが判明している場合は起立採決となることもある。また、記名投票は出席議員の1/5以上の要求が必要になるため、賛成者が1/5を切っている状況で提出しても、起立採決になることがある。過去に起立採決で行
われた事例では1975年7月3日の三木内閣不信任決議案、1982年8月18日の鈴木善幸内閣不信任決議案及び2013年12月6日の第2次安倍内閣不信任決議案の3例（いずれも起立少数で否決）がある。2013年の事例は、野党の中で日本維新の会が不信任決議案に反対したため、賛同者が1/5に足りなかった結果であった。なお、内閣不信任決議案の本案審議中は閣僚は衆議院議員職であっても議員席ではなく大臣席に着席する慣例がある。
決議案の可決がなされれば確実に倒閣を達成できるため、内閣不信任決議は政権（内閣）と対抗する野党にとっては最後にして最大最強の武器である。この絶大な効力こそ、まさに「伝家の宝刀」と言われる所以である。これに対して、衆議院の解散権が内閣総理大臣の伝家の宝刀と呼ばれる。
また、不信任案は野党の結束と存在意義を再確認する意味合いもあるため、野党は不信任案に賛成しない党派であっても、明確に反対、あるいは信任案に賛成の態度を取ることは稀である。通常は、不信任案に明確に賛成しない野党は棄権・欠席を選ぶことになる。
ただ、先述のように内閣の存立には議会の信任を要するとすることは議院内閣制の核心的原則とされている。実際には議院内閣制の下では与党が議席の過半数を占めているのが通例で、与党内の分裂といった事態に陥っていない限り内閣不信任決議が可決されることは稀であり、先例では内閣不信任決議案が可決された事例は4例と少ない。また、慣例として認められている一事不再議の原則により、同一会期中には1度しか提出できない。そのため、会期中に否決されてしまうと会期終了時まで内閣不信任決議という対抗手段が失われることになってしまうため、現実には不信任決議案の提出には慎重にならざるを得ない。野党側からは、政権与党との対決色を示すために、国会の会期末あるいは内閣が衆議院の解散を実行することが確実になった段階において内閣不信任決議案が提出されることが多い（内閣不信任決議案の採決前に解散となる例も少なくない）。一方、与党内が分裂の様相を呈している場合などには、野党側から会期末に至る前に提出されることがあり、また、分裂状態にある与党内からの内閣不信任決議案の提出とその可決が確実視される政局において、内閣が採決前に自ら総辞職した事例もある。
なお、内閣提出の予算の否決や大きな修正も、ウェストミンスター・システムでは不信任と同義とみなされる。日本の帝国議会時代でも輔弼の責任に関わる事態とされ、内閣は総辞職するか衆議院の解散を天皇に進言するのが慣例とされていた。日本国憲法下では衆議院本会議での予算の否決例は今のところ無く、予算に関連して総辞職や解散を義務付ける明文規定も無い。

#### 内閣信任決議
憲法第69条の「信任」とは、現に行政を担っている特定の内閣に対しその職において行政権を行使することを委任する意思をいう。議員が内閣の信任に関する動議もしくは決議案を発議する要件は、不信任の動議・発議の場合と同様である（衆議院規則第28条の3）。
内閣不信任決議の対極に位置するものであり、内閣信任決議案が否決された場合には内閣不信任決議が可決された場合と同じ効力がある。つまり、内閣は内閣信任決議案が衆議院において否決された場合、10日以内に衆議院が解散されない限り、総辞職をしなければならない（日本国憲法第69条）。
不信任決議案が野党側から出されるものであるのに対して、信任決議案は与党側から出される。ただ、実際には国会で投票により内閣総理大臣が指名され、また、この指名では衆議院の指名が優先し（衆議院の優越）、以後は衆議院との関係においては信任を受けていることが前提となり、また、議院内閣制での下では与党が過半数を占めているのが通例で、あえて内閣信任決議案を提出して決議する必要がないため、内閣信任決議案が提出されることは極めて稀である。前例では野党側の議事妨害への対抗あるいは参議院における内閣総理大臣に対する問責決議の可決に対抗する形で行われている。
国会において野党が議事妨害のひとつとして、議事の引き延ばしのために、個別の閣僚に対して不信任案を乱発することがある。その場合、不信任案の採決は先決問題として一般の議案に優先して処理され、閣僚の数だけ不信任案の採決を行うことが可能であるため、議事運営は引き延ばされることとなる。これに対する与党側の対抗策として、内閣信任決議を行うことがある。議事手続の一般原則として、現状肯定的な動議と現状否定的な動議では現状肯定的な動議を優先して決するものとされる（動議の項目を参照）。日本でも内閣信任決議案は内閣不信任決議案に優先して審議され、信任決議案の可決と不信任決議案の否決は同等の意味を持つため、信任決議を可決してしまえば、通常与党が多数を占める議院運営委員会が、一事不再議の原則によりその会期中は閣僚の不信任決議案を上程しない名分が立つ。後述のように、議事手続上、内閣信任決議案と個別の国務大臣に対する不信任決議案との関係については内閣信任決議案が先決案件とされており、内閣信任決議の可決以後同一会期中、個別の国務大臣に対する不信任決議案についても一事不再議の原則によって議決を要しないものとして扱われる。
また、参議院において内閣総理大臣に対する問責決議が可決された場合において、それに対して衆議院が内閣を信任する意思を明らかにするために内閣信任決議を可決することがある。
海外では日本ほど党議拘束が厳しくない国が多いため、内閣や与党執行部が必要性の高いと考える議案を内閣信任案との一括議案として提出することによって、反対に回りそうな与党議員に賛成投票をさせるために用いられることがある。
内閣信任決議案の提出には、採決に至らなかったものを含め、現在までに以下の3例がある。
- 1956年5月1日、日本国憲法下で初となる内閣信任決議案が本会議での日程追加動議により緊急上程されたが、同動議可決後に提出者が議案を撤回したため、信任決議案そのものの採決には至らなかった。
- 1992年6月12日（いわゆるPKO国会）、与党・自民党が宮澤内閣信任決議案を提出、6月14日に公明党・民社党の賛成を得て可決した。
- 2008年6月11日、野党が多数を占める参議院で福田康夫首相の問責決議が現憲法下で初めて可決されたことを受け、与党・自民党と公明党が衆議院に信任決議案を提出、翌6月12日に可決した。

信任決議案の場合も採決方法は本会議前の議院運営委員会において決せられ、一般的に採決方法は記名投票であり、内閣信任決議案に可とする議員は白色の木札（白票＝賛成票）を、否とする議員は青色の木札（青票＝反対票）を投票する（衆議院規則第153条参照）。記名投票の場合には「内閣信任決議案を可とする議員の氏名」と「否とする議員の氏名」がそれぞれ会議録に掲載される（衆議院規則第200条第16号参照）。
なお、信任決議案については議員による発議のほか内閣による発議も認められるかという論点があり、内閣信任決議は議院の意思表明のためのものであるとみて否定的に解する（議員による発議に限ると解する）消極説と憲法第69条は内閣に衆議院に対して信任を与えるよう求める権利を認めたものとみて肯定的に解する積極説に学説は分かれている。ただし、消極説をとっても閣議決定された内閣信任決議案を大臣である衆議院議員が議員の立場で所定の要件を充たした上で提出すれば議院は取り扱うべきであるから結論において大きな差はない。

### 決議の効果
先述のように内閣は議会の信任を要するとすることは議院内閣制の核心的原則である。内閣信任決議案が可決された場合や内閣不信任決議案が否決された場合には内閣は議会の信任を受けていることになるが、内閣不信任決議が可決された場合や内閣信任決議が否決された場合には内閣は議会からの信任を受けていないこととなる。法制度としては、議会が不信任決議を行った場合には当然に内閣は総辞職すべきとする制度と、内閣総辞職か議会の解散かの二者択一とする制度がある。日本国憲法は後者の制度を採用し「内閣は、衆議院で不信任の決議案を可決し、又は信任の決議案を否決したときは、10日以内に衆議院が解散されない限り、総辞職をしなければならない」（日本国憲法第69条）として、衆議院で内閣不信任決議が可決または内閣信任決議が否決された場合にも無条件に総辞職とするのではなく10日以内に衆議院を解散すれば一定期間内閣は存在することとしている。
内閣総辞職を選択した場合には、国会法に基づいて直ちに両議院に対して通知を行い、憲法の規定に従って内閣総理大臣指名選挙が行われることになる（日本国憲法第67条第1項）。
衆議院解散を選択した場合には、解散の日から40日以内に衆議院議員総選挙を行い、その選挙の日から30日以内に特別会（特別国会）を召集しなければならない（日本国憲法第54条第1項）。ただ、総選挙の結果に関わらず憲法は「衆議院議員総選挙の後に初めて国会の召集があったときは、内閣は、総辞職をしなければならない」（日本国憲法第70条）としている。その趣旨は、それまでの内閣総理大臣を指名した衆議院が存在しなくなり、衆議院議員総選挙によって新たに衆議院が構成されることになった以上、たとえ同一の者が内閣総理大臣に指名されるとしても内閣は新たにその信任の基礎を得るべきであるとの趣旨である。
内閣不信任決議と衆議院解散の関係について、衆議院解散は衆議院で不信任の決議案を可決しまたは信任の決議案を否決したときに限られるとする学説（69条説）もあるが、69条説に対しては憲法第69条は衆議院で内閣不信任決議が可決あるいは内閣信任決議が否決された場合の内閣の進退について定めた規定で、内閣を衆議院解散の実質的決定権の主体と定めた規定でもなければ解散を制限した規定でもないとの批判がある。実務上も衆議院解散は憲法第69条の場合に限定されていない。
なお、衆議院解散については7条解散と69条解散とに分類して説明されることがある。ただし、憲法上は内閣不信任決議案可決の場合も含め、憲法第69条による場合か否かという解散の理由を問わず衆議院解散は天皇の国事行為として詔書をもって行われ、その形式的宣示権は憲法上天皇にあり（日本国憲法第7条3号）、解散詔書の直接の法的根拠は日本国憲法第7条にある。憲法制定直後には解散権の実質的決定権の所在をめぐって大きな対立があった背景から、1948年（昭和23年）の衆議院解散（馴れ合い解散）の解散詔書には「衆議院において、内閣不信任の決議案を可決した。よって内閣の助言と承認により、日本国憲法第六十九条及び第七条により、衆議院を解散する。」と記載された。ただ、その後、衆議院解散における解散詔書の文言は内閣不信任案が可決された場合も含めていずれも単に「日本国憲法第七条により、衆議院を解散する。」という表現となっている。これは衆議院解散は詔書をもって行われるが、この詔書の直接の根拠は日本国憲法第7条にあり、また、この文言は解散の理由を問わないため、一般的には、いかなる場合の衆議院解散についても適用しうるものと解されているためである。このようなことから今日、解散詔書の文言は「日本国憲法第七条により、衆議院を解散する。」という表現が確立されている。実際には便宜的な意味合いで「7条解散」と「69条解散」という分類が用いられることがある。ただ、「7条解散」と「69条解散」という分類は一義的でなく文献によって異なった分類の仕方がなされており、内閣不信任案が可決されたことを受けて内閣が解散を選択した場合を69条解散としそれ以外の場合を7条解散として分類している文献（この分類をとると69条解散は現在までに4例ということになる）がある一方で、詔書の文言を基準として第2次吉田内閣における解散（後述の馴れ合い解散）が第69条と第7条に基づく解散とした上で他の解散はすべて7条解散であるとして分類する文献もある。
また内閣総理大臣が閣僚訴追同意権を悪用する事態や法務大臣が個別事件について検事総長に対する指揮権を悪用する事態は、衆議院が持つ内閣不信任権によって抑制されることになる。

### 一覧
太字は可決、斜字は決議前に総辞職や解散、起立採決、議案撤回、廃案などの特異的事例。

#### 内閣不信任決議案
内閣不信任決議案が衆議院に提出された事例には次のものがある。
| 回次 | 本会議採決日             | 内閣              | 採決 | 賛成 | 反対 | 票差 | 備考 |
| ---- | ------------------------ | ----------------- | ---- | ---- | ---- | ---- | --- |
| 4    | 1948年 （昭23） 12月23日 | 第2次吉田内閣     | 可決 | 227  | 130  | 97   | 同日衆議院解散（馴れ合い解散） 内閣不信任決議が記名投票で可決された歴代最大の票差                                                    |
| 7    | 1950年 （昭25） 5月1日   | 第3次吉田内閣     | 否決 | 143  | 256  | 113  | 2案上程、一事不再議により2案目審議不要                                                                                               |
| 13   | 1952年 （昭27） 6月26日  | 第3次吉田内閣     | 否決 | 113  | 234  | 121  | 2案上程、一事不再議により2案目審議不要                                                                                               |
| 15   | 1953年 （昭28） 3月14日  | 第4次吉田内閣     | 可決 | 229  | 218  | 11   | 同日衆議院解散（バカヤロー解散） 内閣不信任決議が記名投票で可決された歴代最小の票差                                                  |
| 19   | 1954年 （昭29） 4月24日  | 第5次吉田内閣     | 否決 | 208  | 228  | 20   | 3案上程、一事不再議により他の2案審議不要 内閣不信任決議が記名投票で否決された歴代最小の票差                                          |
| 20   | 1954年 （昭29） 12月7日  | 第5次吉田内閣     | 未決 | -    | -    | -    | 本会議上程前に内閣総辞職 |
| 24   | 1956年 （昭31） 6月1日   | 第3次鳩山一郎内閣 | 否決 | 151  | 258  | 107  | |
| 26   | 1957年 （昭32） 5月17日  | 第1次岸内閣       | 否決 | 151  | 249  | 98   | |
| 28   | 1958年 （昭33） 4月25日  | 第1次岸内閣       | 未決 | -    | -    | -    | 本会議上程後、討論中に衆議院解散（話し合い解散）                                                                                     |
| 31   | 1959年 （昭34） 3月28日  | 第2次岸内閣       | 否決 | 142  | 253  | 111  | |
| 38   | 1961年 （昭36） 6月8日   | 第2次池田内閣     | 未決 | -    | -    | -    | 本会議上程前に会期終了・廃案 |
| 46   | 1964年 （昭39） 6月24日  | 第3次池田内閣     | 否決 | 164  | 270  | 106  | |
| 51   | 1966年 （昭41） 5月14日  | 第1次佐藤内閣     | 否決 | 144  | 226  | 82   | |
| 56   | 1967年 （昭42） 8月7日   | 第2次佐藤内閣     | 否決 | 156  | 235  | 79   | |
| 61   | 1969年 （昭44） 7月30日  | 第2次佐藤内閣     | 否決 | 182  | 250  | 68   | |
| 67   | 1971年 （昭46） 12月24日 | 第3次佐藤内閣     | 否決 | 178  | 283  | 105  | |
| 68   | 1972年 （昭47） 6月15日  | 第3次佐藤内閣     | 否決 | 159  | 267  | 108  | |
| 71   | 1973年 （昭48） 9月22日  | 第2次田中角栄内閣 | 否決 | 190  | 252  | 62   | |
| 73   | 1974年 （昭49） 7月31日  | 第2次田中角栄内閣 | 否決 | 197  | 265  | 68   | |
| 75   | 1975年 （昭50） 7月3日   | 三木内閣          | 否決 | 少数 | 多数 | 不明 | 起立採決（内閣不信任決議案に対して野党の日本社会党が棄権との立場をとったため記名採決とせず起立採決）                                 |
| 76   | 1975年 （昭50） 12月19日 | 三木内閣          | 否決 | 194  | 254  | 60   | |
| 78   | 1976年 （昭51） 11月4日  | 三木内閣          | 未決 | -    | -    | -    | 本会議上程前に会期終了・廃案 |
| 88   | 1979年 （昭54） 9月7日   | 第1次大平内閣     | 未決 | -    | -    | -    | 本会議上程後、趣旨弁明前に衆議院解散（増税解散）                                                                                     |
| 91   | 1980年 （昭55） 5月16日  | 第2次大平内閣     | 可決 | 243  | 187  | 56   | 同月19日衆議院解散（ハプニング解散）                                                                                                 |
| 96   | 1982年 （昭57） 8月18日  | 鈴木内閣          | 否決 | 少数 | 多数 | 不明 | 起立採決（内閣不信任決議案に対して野党の日本社会党、民社党、新自由クラブ・民主連合が棄権との立場をとったため記名採決とせず起立採決） |
| 98   | 1983年 （昭58） 5月24日  | 第1次中曽根内閣   | 否決 | 122  | 261  | 139  | |
| 100  | 1983年 （昭58） 11月28日 | 第1次中曽根内閣   | 未決 | -    | -    | -    | 本会議上程後、趣旨弁明前に衆議院解散（田中判決解散）                                                                                 |
| 113  | 1988年 （昭63） 12月23日 | 竹下内閣          | 否決 | 191  | 286  | 95   | |
| 126  | 1993年 （平5） 6月18日   | 宮澤内閣          | 可決 | 255  | 220  | 35   | 同日衆議院解散（嘘つき解散） |
| 129  | 1994年 （平6） 6月25日   | 羽田内閣          | 未決 | -    | -    | -    | 可決が確実なため本会議上程前に内閣総辞職                                                                                             |
| 132  | 1995年 （平7） 6月13日   | 村山内閣          | 否決 | 189  | 290  | 101  | |
| 141  | 1997年 （平9） 12月11日  | 第2次橋本内閣     | 否決 | 219  | 268  | 49   | |
| 142  | 1998年 （平10） 6月12日  | 第2次橋本内閣     | 否決 | 207  | 273  | 66   | |
| 145  | 1999年 （平11） 8月11日  | 小渕内閣          | 否決 | 134  | 354  | 220  | |
| 147  | 2000年 （平12） 6月2日   | 第1次森内閣       | 未決 | -    | -    | -    | 本会議上程後、趣旨弁明前に衆議院解散（神の国解散）                                                                                   |
| 150  | 2000年 （平12） 11月21日 | 第2次森内閣       | 否決 | 190  | 237  | 47   | 加藤の乱 |
| 151  | 2001年 （平13） 3月5日   | 第2次森内閣       | 否決 | 192  | 274  | 82   | |
| 154  | 2002年 （平14） 7月30日  | 第1次小泉内閣     | 否決 | 185  | 280  | 95   | |
| 156  | 2003年 （平15） 7月25日  | 第1次小泉内閣     | 否決 | 178  | 287  | 109  | |
| 159  | 2004年 （平16） 6月15日  | 第2次小泉内閣     | 否決 | 193  | 280  | 87   | |
| 162  | 2005年 （平17） 8月8日   | 第2次小泉内閣     | 未決 | -    | -    | -    | 本会議上程後、趣旨弁明前に衆議院解散（郵政解散）                                                                                     |
| 165  | 2006年 （平18） 12月15日 | 第1次安倍内閣     | 否決 | 134  | 335  | 201  | |
| 166  | 2007年 （平19） 6月29日  | 第1次安倍内閣     | 否決 | 130  | 330  | 200  | |
| 171  | 2009年 （平21） 7月14日  | 麻生内閣          | 否決 | 139  | 333  | 194  | 前日に21日での衆議院解散を表明（政権選択解散）、同じ日に参議院で首相問責決議を可決                                                   |
| 174  | 2010年 （平22） 6月16日  | 菅直人内閣        | 否決 | 153  | 315  | 162  | |
| 177  | 2011年 （平23） 6月2日   | 菅直人内閣        | 否決 | 152  | 293  | 141  | 否決後に再び与党内で造反（菅おろし）の動きが起き、決議案再提出の可否が論じられた                                                     |
| 180  | 2012年 （平24） 8月9日   | 野田内閣          | 否決 | 86   | 246  | 160  | 野党の自民党と公明党は賛成せず欠席                                                                                                   |
| 185  | 2013年 （平25） 12月6日  | 第2次安倍内閣     | 否決 | 少数 | 多数 | 不明 | 起立採決（野党の日本維新の会が不信任決議案に反対したため規定数に達せず起立採決）                                                     |
| 189  | 2015年 （平27） 9月18日  | 第3次安倍内閣     | 否決 | 139  | 325  | 186  | |
| 190  | 2016年 （平28） 5月31日  | 第3次安倍内閣     | 否決 | 124  | 345  | 221  | |
| 192  | 2016年 （平28） 12月15日 | 第3次安倍内閣     | 否決 | 119  | 342  | 223  | |
| 193  | 2017年 （平29） 6月15日  | 第3次安倍内閣     | 否決 | 123  | 342  | 219  | |
| 196  | 2018年 （平30） 7月20日  | 第4次安倍内閣     | 否決 | 135  | 320  | 185  | |
| 198  | 2019年 （令元） 6月25日  | 第4次安倍内閣     | 否決 | 134  | 323  | 189  | |
| 204  | 2021年 （令3） 6月15日   | 菅義偉内閣        | 否決 | 134  | 322  | 188  | |
| 208  | 2022年 （令4） 6月9日    | 第2次岸田内閣     | 否決 | 106  | 346  | 240  | 内閣不信任決議が記名投票で否決された歴代最大の票差                                                                                   |
| 211  | 2023年 （令5） 6月16日   | 第2次岸田内閣     | 否決 | 107  | 342  | 235  | |
| 212  | 2023年 （令5） 12月13日  | 第2次岸田内閣     | 否決 | 167  | 288  | 121  | |
| 213  | 2024年（令6） 6月20日    | 第2次岸田内閣     | 否決 | 167  | 288  | 121  | |
| 214  | 2024年 （令6） 10月9日   | 第1次石破内閣     | 未決 | -    | -    | -    | 本会議上程後、趣旨弁明前に衆議院解散                                                                                                 |

#### 内閣信任決議案
内閣信任決議案が否決された実例は現在のところ存在しない。
| 回次 | 本会議採決日            | 内閣              | 採決 | 賛成 | 反対 | 票差 | 備考 |
| ---- | ----------------------- | ----------------- | ---- | ---- | ---- | ---- | --- |
| 24   | 1956年 （昭31） 5月1日  | 第3次鳩山一郎内閣 | 撤回 | -    | -    | -    | 議事日程への追加動議可決後、趣旨弁明前に提案者が撤回                                                                  |
| 123  | 1992年 （平4） 6月14日  | 宮澤内閣          | 可決 | 326  | 128  | 198  | 他に不信任決議案1案提出、一事不再議により上程不要 日本国憲法では初の内閣信任決議の採決                                |
| 169  | 2008年 （平20） 6月12日 | 福田康夫内閣      | 可決 | 336  | 10   | 326  | 前日に参議院で首相問責決議を可決 野党議員大半が棄権、記名投票における歴代最大の票差（信任が可決された歴代最大の票差） |

### 記録
- 内閣不信任決議案未採決最長記録 - 海部内閣 818日間
- 内閣不信任決議案最多採決記録 - 安倍内閣 9回
- 組閣から内閣不信任決議案提出までの最短記録 - 菅直人内閣 8日後（組閣:2010年6月8日・提出:6月16日提出）、第1次石破内閣 8日後（組閣:2024年10月1日・提出:2024年10月9日）
- 組閣から内閣不信任決議案採決までの最短記録 - 菅直人内閣 8日後（組閣:2010年6月8日・採決:6月16日採決）
- 総選挙直後の組閣から内閣不信任決議案採決までの最短記録 -  第4次吉田内閣 134日後（組閣:1952年10月30日組閣・採決:1953年3月14日）
- 内閣不信任決議案否決から総辞職までの最短記録 - 第3次佐藤内閣 22日後（不信任否決:1972年6月15日・総辞職:7月7日）
- 内閣不信任決議提出から当時の会期末までの最長日数 - 第2次森内閣 116日前（不信任採決:2001年3月5日・会期末:6月29日）

### その他の論点

#### 一事不再議との関係
国会である議案が否決された場合に、同一会期中に改めて同一の議案を提出することは原則としてできない（一事不再議の原則）とする慣例がある。当然この原則は内閣不信任決議案にも及ぶ。これを利用し、内閣信任決議を可決することにより議事妨害目的での個別閣僚の不信任決議案上程を阻止する戦術が用いられたこともあった（PKO国会）。ただし、事情変更の原則が適用される場合は一事不再議の例外となるともされる。また、衆議院において先の決議についての無効確認の議決をすることが必要かどうかについても議論がある。いずれにせよ、再度提出された議案を本会議に上程するか否かの判断は通常の議案と同様に議院運営委員会において行われる。

なお、明治憲法下では第39条により一方の院で否決された議案に対する一事不再議は明文化されていた。

内閣不信任決議案の可決以外でも、内閣総理大臣に対して国会議員として「院内の秩序を乱した」ことを理由に懲罰動議を提出して、本会議で3分の2以上の賛成で除名処分にすることによって、国会議員資格喪失と言う形で「内閣総理大臣が欠けたとき」として内閣総辞職に追い込むことは理論上可能である。

#### 閣僚に対する不信任決議
内閣全体ではなく個々の閣僚に対する不信任決議もありうるが、法的に辞職を強制するものではなく憲法第69条のような効果を生じることもない。ただし、個々の閣僚に対する不信任決議があった場合に、これを内閣において内閣全体の基本政策に対する不信任の意思表示であるとみて衆議院を解散しあるいは総辞職をすることは可能であると解されている。
閣僚不信任決議の可決例は1952年の第6代通産大臣池田勇人に対する決議のみであるが、決議を受けて池田は大臣を任意で辞任している。
なお、内閣不信任決議案・内閣信任決議案と個別の国務大臣に対する不信任決議案との関係については内閣不信任決議案・内閣信任決議案が先決案件とされており、以後同一会期中、個別の国務大臣に対する不信任決議案についても一事不再議の原則によって議決を要しないものとして扱われることになる。

#### 参議院における問責決議
参議院で問責決議が行われることがあるが、こちらは基本的に合議体の内閣に対してでなく内閣総理大臣など個別の国務大臣に対するものとなっている。1954年（昭和29年）4月23日に参議院本会議で「法務大臣の検事総長に対する指揮権発動に関し内閣に警告するの決議案」が可決された例はある。しかし、これらの決議には政治的効果のみで法的拘束力はない。憲法第69条は「衆議院で」と規定しており、参議院で「不信任」の名の下に内閣の問責を決議しても憲法69条のような法的効果は認められないと解されている。

## 大日本帝国憲法下
大日本帝国憲法下においては内閣または特定の大臣の責任を追及する手段として「不信任決議」と「弾劾的上奏」があった。
また軍部による内閣不信任の方法として、軍部大臣現役武官制を利用して軍部が大臣を出さないことで、内閣の成立を阻止する方法があった。詳細は軍部大臣現役武官制を参照。

### 不信任決議
およそ議事機関は法令上の根拠の有無を問わず一定の問題につき意思表示・意思表明を行うことができるとされ、その場合に一般的に用いられる形式が決議である。大日本帝国憲法下においても内閣や特定の国務大臣に対する不信任決議を行うことができたが法律上の効力をもつものではなかった。
ただ、政治上の効果について美濃部達吉は内閣または対象となった特定の大臣は辞職するか衆議院を解散するのいずれかに帰するほかはないと解していた。

### 弾劾的上奏
大日本帝国憲法においては、内閣総理大臣及び国務大臣の任免権は天皇が有していた（大日本帝国憲法第10条）。帝国議会の衆議院は天皇に対して現在の政府を信任していない旨について上奏（議院法第51条・第52条）を行うという形式で天皇に善処を求めることができた。
上奏に法的な強制力は無かったが、帝国議会両院の上奏権が大日本帝国憲法第49条によって保障されている以上、何らかの対応を採る必要があり、結果的に時の内閣は総辞職か衆議院解散、もしくは天皇の詔勅による仲裁（事実上の政府側の譲歩）などの措置を取ることになった。